# Zentralbank von São Tomé und Príncipe

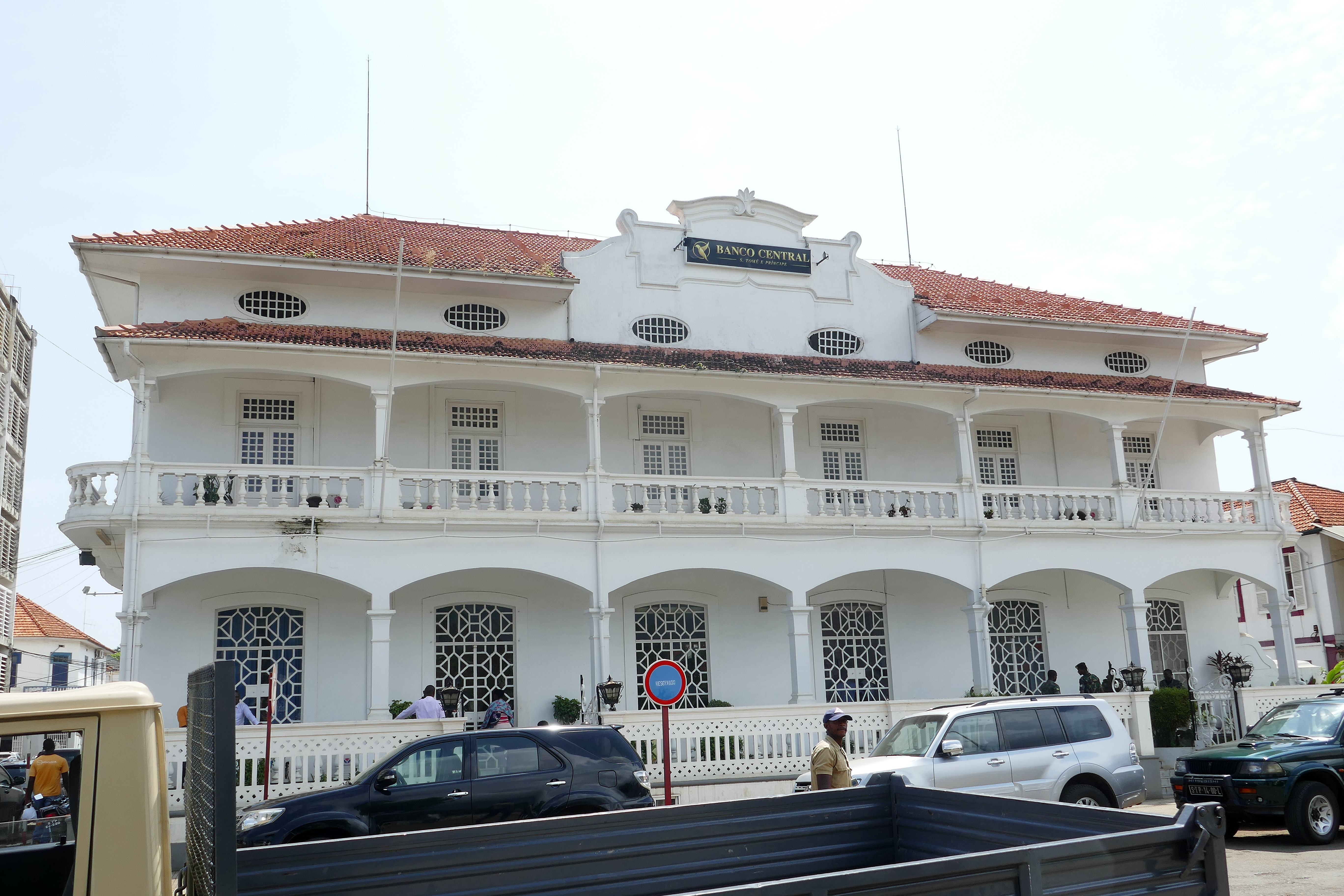
Zentralbank von São Tomé

Die Banco Central de São Tomé e Príncipe (BCSTP) ist die Zentralbank der afrikanischen Inselrepublik São Tomé und Príncipe. Als Notenbank ist sie für die Ausgabe der Landeswährung Dobra zuständig. Sie hat ihren Sitz am zentralen Platz Praça da Independência in der Hauptstadt São Tomé. Gouverneurin der Bank ist seit 2011 Dr. Maria do Carmo Silveira. (Stand: Dezember 2014)

## Geschichte
Das Land war seit seiner Entdeckung und Besiedlung durch die Portugiesen 1471 portugiesische Kolonie. Die portugiesische Banco Nacional Ultramarino (BNU) fungierte als Zentralbank in den Kolonien und war seit 1868 in São Tomé und Príncipe präsent.
Nach der Nelkenrevolution am 25. April 1974 in Portugal folgte am 12. Juli 1975 die Unabhängigkeit des Landes von Portugal. Die Niederlassung der BNU auf São Tomé und Príncipe wurde in dem Zuge mit dem Gesetz Nr. 16/76 vom 24. Mai 1976 verstaatlicht und in Banco Nacional de São Tomé e Príncipe umbenannt. Die Bank übernahm fortan Aufgaben zugleich der Zentralbank und der Entwicklungsbank des Landes und war zudem die einzige Geschäftsbank in der Planwirtschaft der sozialistischen Einparteienregierung des neuen Inselstaats.
Nach dem Verfassungsreferendum in São Tomé und Príncipe 1990 gab das Land die Planwirtschaft auf und wandte sich der Marktwirtschaft zu. Mit dem Gesetz Nr. 8/92 vom 26. August 1992 wurde die Zentralbank in die heutige Banco Central de São Tomé e Príncipe umbenannt, während der Geschäftsbankbereich als Banco Internacional de São Tomé e Príncipe ausgegliedert und privatisiert wurde. Erster Gouverneur der neuformierten Zentralbank wurde Adelino Castelo David.